# 安东·赫加蒂
安东·赫加蒂（英語：Anton Hegarty，1892年12月14日—1944年8月10日），爱尔兰男子田径运动员。他曾代表英国参加1920年夏季奥林匹克运动会田径比赛，获得男子团体越野银牌。